# Колладон, Жан-Даниэль
Жан-Даниэ́ль Колладо́н (фр. Jean-Daniel Colladon, 15 декабря 1802 г., Женева — 30 июня 1893 г.) — швейцарский физик.
Изучал юриспруденцию, но в дальнейшем работал в лабораториях Ампера и Фурье.
В 1826 году получил ежегодную награду французской академии наук за опыт по измерению скорости распространения звука в воде.
В 1829 году — профессор механики в École Centrale Paris.
Вернулся в Швейцарию в 1839 году. Занимался организацией уличного газового освещения в Женеве (1843—1844) и Неаполе (1862).

## Опыт Колладона — Штурма
Жан-Даниэль Колладон и его друг, французский математик Шарль Штурм, в 1826 году на Женевском озере провели опыт по измерению скорости распространения звука в воде.
Зажигая порох и одновременно производя удар в подводный колокол, они измеряли промежуток времени между вспышкой света и приходом звука от колокола в удалённую точку, расстояние до которой было точно известно — 10 миль (около 16 км).
В ходе эксперимента было установлено, что звук при температуре воды +8 °C распространяется со скоростью 1412,1 м/с.
В настоящее время в грубых расчётах скорость звука в воде принимается равной 1500 м/с (при температуре +15 °C и солёности 34 ‰).

## Семья
В 1837 году женился на Стефании-Андриане Адор (Stéphanie-Andrienne Ador).
Имел детей: Андриану-Матильду, Жан-Мари, Пьера Луи Анри и Мари Амели.
Его сестра Антуанетта Дюнан-Колладон (Antoinette Dunant-Colladon) является матерью основателя Общества Красного Креста Анри Дюнана.